# Aurelio González Ovies
Aurelio González Ovies (Bañugues, Gozón, 9 de febrer de 1964) és un escriptor i poeta asturià. És doctor en Filologia Clàssica i professor titular de llatí a la Universitat d'Oviedo, on va exercir de vicedegà de la Facultat de Filologia entre els anys 1996 i 2008.
Des del seu primer poemari, Las horas en vano (1989), fins al més recent, No (2009), cal destacar dins de la seva obra poètica diferents premis literaris, l'antologia que reuneix vint anys de poemes Esta luz tan breve (Poesía 1988-2008) i la seva incursió dins la literatura infantil i juvenil amb set àlbums de poesia il·lustrada. Diversos d'aquests títols han estat coeditats en diferents idiomes (castellà, català, asturlleonès), sent l'últim llibre publicat Versonajes (2013).
Col·laborador habitual de diaris asturians, actualment escriu un article quinzenal, de to poètic, a La Nueva España.

## Premis lliteraris[4]
- Premi Internacional de Poesia Ángel González. 1990.
- Premi Internacional de Poesia Feria del Libro-Ateneo Jovellanos. 1991.
- Premio Hispanoamericano de poesía Juan Ramón Jiménez. 1992.
- Accésit Premio Adonáis de Poesía. 1992.
- Accésit Premio Esquío. 1994.

## Obra poètica[5]
- Las horas en vano. Plaquette. Heracles y nosotros. Gijón. 1989.
- Versos para Ana sin número. Oviedo. 1989.
- La edad del saúco. Mieres.1991.
- En presente (y poemas de Álbum amarillo). Gijón. 1991.
- La hora de las gaviotas. Huelva. 1992.
- Vengo del norte. Rialp. Madrid. 1993.
- Nadie responde. Ferrol. 1994.
- (Ed.) La muerte tiene llave. Fíbula. Avilés. 1994.
- (Ed.) Con los cinco sentidos. Fíbula. Avilés. 1997.
- (Ed.) Las señas del perseguidor. Fíbula. Avilés 1999.
- Nada. Ed. Deva. Gijón. 2001.
- 34 (Poemes a imaxe del silenciu), Oviedo. 2003.
- Tocata y Fuga. Alvízoras Llibros. Oviedo. 2004.
- (Ed.) Una realidad aparte. Fíbula. Avilés. 2005.
- El poema que cayó a la mar. Pintar-Pintar. Oviedo. 2007.
- Chispina. Pintar-Pintar. Oviedo. 2008.
- Caracol. Pintar-Pintar. Oviedo. 2008.
- Esta luz tan breve (Poesía 1988-2008). Saltadera. Oviedo. 2008.
- El cantu'l tordu. ALLA. Oviedo. 2009.
- Todo ama. Pintar-Pintar. Oviedo. 2009.
- (Ed.) NO. Fíbula. Avilés. 2009.
- Mi madre. Pintar-Pintar. Oviedo. 2010.
- Loles. Pintar-Pintar. Oviedo. 2011.
- Versonajes. Pintar-Pintar. Oviedo. 2013.

## Antologies i obres col·lectives[5]
- Inclusió dins l'Antología de poesía española, a cargo de José Enrique Martínez Fernández. Castalia, 1997.
- Col·laboració dins l’obra La caja de Pandora. Oviedo. 1997.
- Col·laboració dins l’obra Encuentros. Artizar. Oviedo. 1997.
- Col·laboració dins l'obra Ángel González en la generación del 50: Diálogo con los poetas de la experiencia. Tribuna Ciudadana. Oviedo. 1998.
- Col·laboració (pròl·leg) dins l’obra El color del aire, de José Manuel Gutiérrez. Olifante. 1999.
- Inclusió dins l’Antologia (Luis Salcines ed.) Toles direcciones /Todas direcciones. Asturias-Santander.2001.
- Inclusió dins la sisena Antologia d’Adonáis. Ediciones Rialp, S.A. Madrid. 2004.
- Coordinació de l’obra II Concurso de Cuentos y I de Poesía "PUMUO". Universidad de Oviedo. 2004.
- Inclusió dins l’Antoloxía Poesía asturiana contemporánea. Palabres clares. Trabe. Oviedo. 2005.
- Inclusió dins l’Antología Poesía Astur de hoy. Zigurat. Hungría-Ateneo Obrero de Gijón. 2005.
- Inclusió dins l’Antologia La hamaca de lona. Málaga. 2006.
- Inclusió dins l’Antología Al aldu. Poesía para el segundo ciclo de ESO. 2005.
- Col·laboració dins el catàleg de l'exposició El aire también muere de Elisa Torreira. Pamplona. 2005.
- Inclusió dins l’Antología Poesía para vencejos. León. 2007.
- Col·laboració dins l’obra Una vida para la literatura. Gijón. 2007.
- Col·laboració dins l’obra Se envellecemos xuntos. Ferrol. 2007.
- Inclusió dins l’Antologia Vida de perros. Poemas perrunos. Buscarini. Logroño. 2007.
- Col·laboració dins l’Antologia de relats Dir pa escuela. Ámbitu, Oviedo. 2008.
- Col·laboració dins el catàleg de l'exposició El arte del retrato, selecció d’obres de la col·lecció Masaveu. Sociedad Anónima Tudela Veguín. Oviedo. 2008.
- Inclusió dins l’Antología El paisaje literario. Universidad de Las Palmas de Gran Canaria. 2009.
- Inclusió dins l’Antología Abrazos de náufrago. Huelva. 2009.
- Inclusió dins l’Antología Poetas asturianos para el siglo XXI de Carlos Ardavín. Trea. 2009.
- Trabanco (Premio Alfredo Quirós Fernández). Gijón. 2009.
- Inclusió dins l’Antología Poetas de Asturias en Cangas de Onís. Santander. 2009.
- Inclusió dins l’Antología Por partida doble. Poesía asturiana actual. Trabe. Oviedo. 2009.
- Inclusió dins l’Antología Toma de tierra. Poetas en lengua asturiana. Antología (1975-2010). Trea. Gijón. 2010.
- Inclusió dins l'Antología Alrededor de Luis Alberto de Cuenca. Ediciones Neverland. 2011.
- Col·laboració dins la nova edició de l'obra Se envellecemos xuntos. Galebook. 2013.
- Inclusió dins l'Antología Contra'l silenciu de Berto García. Suburbia Ediciones S.L., Gijón. 2014.

## Contribucions en diaris i revistes[6]
- Col·laborador habitual a El Periòdico de Quirós des de 2001.
- Col·laborador dins el suplement cultural La nueva Quintana del diari La Nueva España.
- Columnista d'opinió a La Nueva España (secció La Rucha) des de 2006.
- Columnista d'opinió a La Voz de Asturias (secció La Rueda) de 2007-2012.
- Col·laboracions de crítica lliteraria a diferents revistes nacionals i internacionals: Sibila, Otro lunes, Lunas Rojas, Arquitrave, MicRomania, Ágora, Il Convivio, etc.